# Acrotrichis rosskotheni
Acrotrichis rosskotheni är en skalbaggsart som beskrevs av Sundt 1971. Acrotrichis rosskotheni ingår i släktet Acrotrichis, och familjen fjädervingar. Arten är reproducerande i Sverige.